# Marko Panić
Marko Panić, född 10 mars 1991, är en bosnisk handbollsspelare som spelar för Montpellier HB och det bosniska landslaget. Han spelar som högernia och är ambidextriös.